# 山県市立いわ桜小学校
山県市立いわ桜小学校（やまがたしりつ いわざくらしょうがっこう）は、岐阜県山県市谷合にある公立小学校。

## 概要
- 2001年（平成13年）、山県郡美山町（現・山県市）の谷合小学校、葛原小学校、北武芸小学校の3校を統合して開校。
- 校舎は、旧・谷合小学校のを引き継いでいる。

## 沿革
- 2001年（平成13年）4月1日 - 谷合小学校、葛原小学校、北武芸小学校の3校を統合。美山町立いわ桜小学校として開校する。
- 2003年（平成15年）4月1日 - 高富町、伊自良村、美山町が合併し、山県市となる。同時に山県市立いわ桜小学校に改称する。
- 2020年（令和2年） - 開校20周年記念事業開催。

## 通学区域[1]
- 徳永
- 笹賀
- 椿
- 谷合
- 田栗
- 片原
- 神崎
- 円原
- 葛原

## 進学先中学校
- 美山中学校

## 交通機関
- 岐阜バス岐北線「谷合」バス停下車、徒歩10分
JR岐阜駅バスターミナル（岐阜駅北）11番のりばより「谷合」「塩後」行き
名鉄岐阜のりば（名鉄岐阜駅西）4番のりばより「谷合」「塩後」行き